# محافظة بقعاء
محافظة بقعاء هي إحدى محافظات منطقة حائل في السعودية، وعاصمتها الإدارية مدينة بقعاء.

## نبذة
تصنف محافظة بقعاء في منطقة حائل محافظة من فئة (أ)، ويبلغ عدد سكانها حوالي 56,362 نسمة حسب تعداد عام 2022، وهي من أكبر المحافظات الزراعية وذلك لوفرة المياه السطحية والجوفية فيها.

## الموقع
تقع محافظة بقعاء في شمال إقليم نجد، شرق منطقة حائل في المملكة العربية السعودية؛ ويحدها من الشرق جزء من النطاق الإداري لمدينة بريدة، ومن الغرب الجزء الشمالي من النطاق الإداري لمدينة حائل المقر الإداري للمنطقة، ويحدها من الشمال محافظة رفحاء، ومن الجنوب محافظة الشنان وجزء من النطاق الإداري لمدينة بريدة. وتبعد مدينة بقعاء مقر المحافظة عن مدينة حائل قرابة 92 كم باتجاه الشمال الشرقي، حيث يربط بينهما طريق أسفلتي سريع.

## السكان
بلغ عدد سكان محافظة بقعاء (56,362) نسمة حسب تعداد السعودية 2022، عدد السعوديين (38,890) نسمة، وعدد غير السعوديين (17,472) نسمة.

## المراكز والقرى التابعة
يتبع المحافظة إدارياً 14 مركزاً، وحوالي 60 قرية وهجرة، منها:
- تربة
- الأجفر
- الشيحية
- شعيبة المياه
- الزبيرة
- الخوير
- الحيانية
- ضبيعة
- الناصرية
- أم ساروت
- الشعلانية
- جبلة
- أشيقر
- الجثياثة
- المحير
- الجبرية
- القليبة
- العرفجية
- النظيم
- الفويلق 1
- الفويلق 2
- القصعة
- البراك
- الدوية
- المشاش
- وسيط
- البدع
- قليب ربيع الغيثي
- رديفة الأجفر
- وسيط الشعيبات
- الشعيبات القديمة
- الشفلحية
- المطيرية
- الجريعاء
- الشريهية
- الرخيصية
- الحنو
- طلحاء
- المهينية
- وسيط التريبان
- الفريهدية
- أم جنيح
- الخريزة
- المعبأ
- المندسة
- رجامة
- أم رقاتين
- الجديدة
- الحليلة
- كنب الثنيان
- خبراء شمر الشريهية
- الجرفية
- الوعيلي
- خبراء شمر الشيفان
- خب المنقع
- قدر